# EWeek
eWeek (dawniej PCWeek) – dawne amerykańskie czasopismo i obecny portal internetowy poświęcony tematyce komputerowej i biznesowej.
Czasopismo w formie drukowanej zostało zapoczątkowane w 1984 roku. Pierwotnie funkcjonowało pod nazwą PCWeek, a jego wydawcą było przedsiębiorstwo Ziff Davis.
Ostatni numer czasopisma ukazał się w 2012 roku. Od tego roku „eWeek” funkcjonuje wyłącznie w formie cyfrowej.